# 穆中魂
穆中魂（1924年6月10日—2021年3月7日），男，辽宁新民人，中国世界经济学者，吉林大学教授。

## 生平
1924年农历5月9日出生于辽宁省巨流河畔的一个农民家庭。1944年考入国立东北大学经济系。1949年至1951年，在东北民主联军哈尔滨外国语专科学校学习俄语。1951年至1954年，在黑龙江省绥化中学担任俄语教员。1954年调入东北人民大学（1958年改称吉林大学）外文系。1956年调入经济系。1957年进入北京外交学院，从师苏联专家进修世界经济二年。1959年回到吉林大学经济系，从事世界经济、苏联经济史和战后苏联经济的教学与科研工作。1979年被评为副教授，1986年晋升教授。编著有《简明世界经济辞典》《戈尔巴乔夫时代》，译著有《美国经济教学纲要》等。曾任民盟长春市委主委、长春市政协副主席、民盟吉林省委副主委、民盟中央委员。全国苏联经济研究会、中国苏东学会、国外社会主义研究会理事。2021年3月7日凌晨2时逝世。

## 职历
- 中国民主同盟长春市委员会副主任委员（1984年4月－1987年12月）
- 中国民主同盟长春市委员会主任委员（1987年12月－1996年12月）
- 中国人民政治协商会议长春市委员会副主席（1988年1月－1998年1月）
- 中国民主同盟吉林省委员会副主任委员（1987年－1997年）
- 中国民主同盟第七届中央委员会委员（1992年12月－1997年10月）

## 出版物
- 穆中魂; 郑彪 (编). . 大连: 大连出版社. 1989. ISBN 7805550832.